# Vilne, Svitlovodsk
Vilne (în ucraineană Вільне) este un sat în comuna Pavlivka din raionul Svitlovodsk, regiunea Kirovohrad, Ucraina.

## Demografie
Componența lingvistică a localității Vilne
     Ucraineană (88%)
     Rusă (12%)
Conform recensământului din 2001, majoritatea populației localității Vilne era vorbitoare de ucraineană (88%), existând în minoritate și vorbitori de rusă (12%).